# Атрашкевич Едуард Юрійович
Едуард Юрійович Атрашкевич (нар. 4 червня 1974) — український військовик, старший прапорщик. Герой України.

## Життєпис
У серпні 2014 року під час виконання бойового завдання на Луганщині його дії допомогли зупинити вторгнення російських диверсантів та бойової техніки.
Служить у Харківському прикордонному загоні.

## Нагороди
- Звання Герой України з врученням ордена «Золота Зірка» (20 жовтня 2020) — за особисту мужність, виявлену у захисті державного суверенітету та територіальної цілісності України, самовіддане служіння Українському народові[2]
- Відзнака Президента України «За участь в антитерористичній операції»[3]
- Нагрудний знак «За мужність в охороні державного кордону» (ДПСУ)[3]
- Медаль «20 років сумлінної служби» (ДПСУ)[3]